# Monumento al Mar

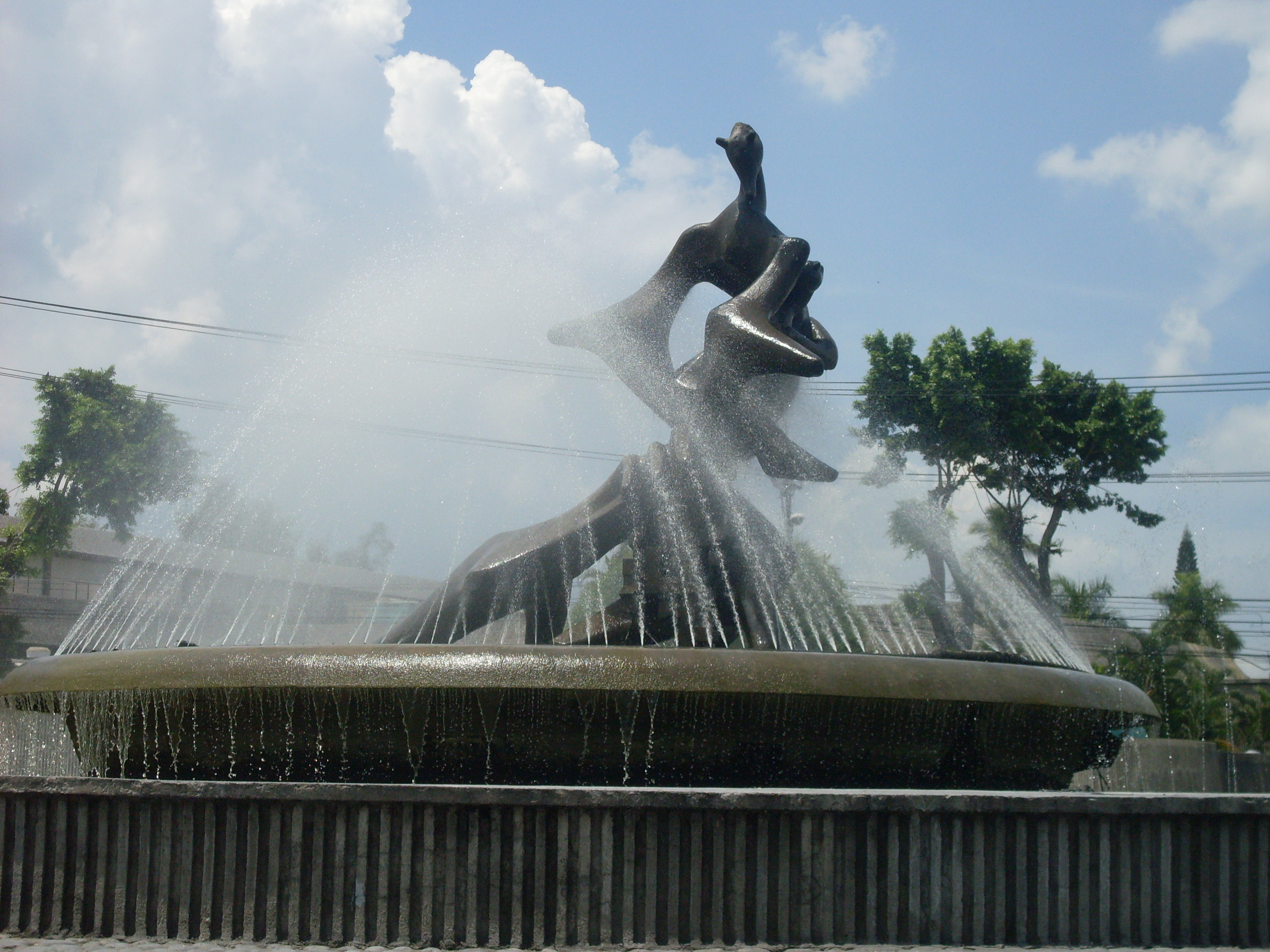
Monumento al Mar San Salvador

Das Monumento al Mar ist ein vom spanischen Bildhauer Benjamin  Saúl (1924–1980) entworfenes Denkmal in San Salvador.

## Lage
Die Skulptur mit Brunnen befindet sich in der Stadt San Salvador an der „25 Avenida Norte“ und der „21 Calle Poniente“ am Redondel de La Fuente Luminosa.

## Geschichte
Das Denkmal für das Meer wird im Volksmund auf Grund seiner nächtlichen Illuminationen (rot, grün, blau) La Fuente Luminosa (dt.: Quelle des Lichts)  bezeichnet. Der Brunnen wurde von der Gruppe UQUXKAH im Jahre 1970 zu Ehren des spanischen Bildhauers Benjamin Saúl errichtet. Die Skulptur im Zentrum der Anlage schuf Benjamin Saúl.

## Gruppe UQUXKAH
Die Gruppe bestand damals aus ehemaligen Schülern der Kunst-Akademie, an der der Bildhauer Saúl als Professor unterrichtete. Beteiligt waren an dem Werk  unter anderen: Andrés Castillo, René Chacón, Mauricio Jiménez Larios, Osmín Muñoz, Dagoberto Reyes, Alberto Cerritos und Carlos Velis.
Im Jahre 1980 verstarb der in Monforte de Lemos, Galicien geborene Benjamin Saúl in San Salvador. Seine signifikante Produktion von Skulpturen, Reliefs und Zeichnungen ist Teil der Sammlung des Museo de Arte Moderno in Madrid und des Museum of American Art in Mexiko sowie in weiteren privaten Sammlungen u. a. in Mittelamerika, USA, Indien, Spanien.